# Verrières (Ardennes)
Pour les articles homonymes, voir Verrières.
Verrières est une commune française, située dans le département des Ardennes en région Grand Est.

## Géographie
|                   | Sy        |                  |
|                   | Verrières | Oches            |
| Brieulles-sur-Bar |           | Saint-Pierremont |

### Hydrographie
La commune est dans le bassin versant de la Meuse au sein du bassin Rhin-Meuse. Elle est drainée par le ruisseau la Bièvre et le ruisseau d'Ecogne,.
La Bièvre, d'une longueur de 12 km, prend sa source dans la commune de La Berlière et se jette  dans la Bar à Brieulles-sur-Bar, après avoir traversé cinq communes. 

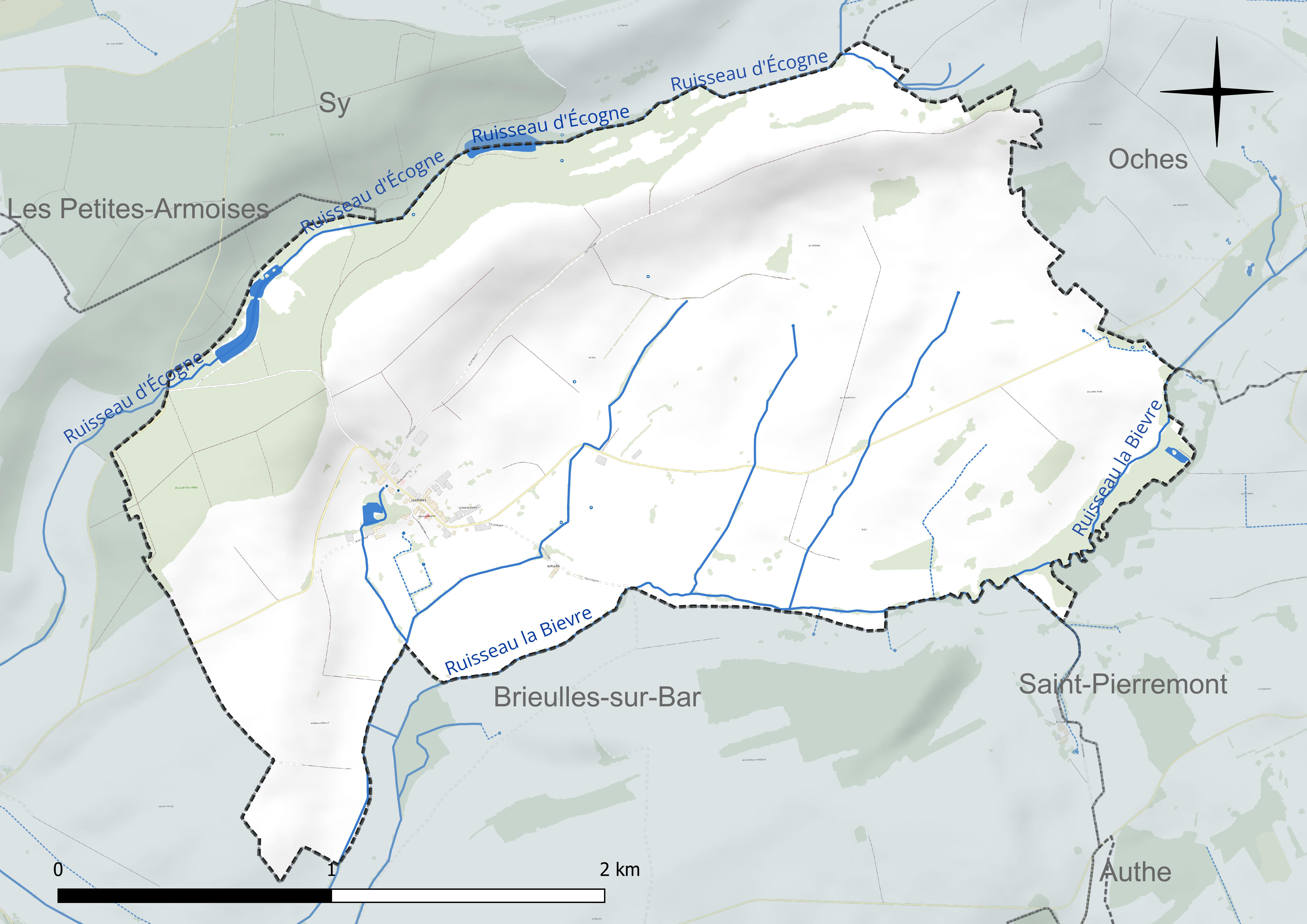
Réseau hydrographique de Verrières.

### Climat
Pour des articles plus généraux, voir Climat du Grand Est et Climat des Ardennes.
En 2010, le climat de la commune est de type climat de montagne, selon une étude du Centre national de la recherche scientifique s'appuyant sur une série de données couvrant la période 1971-2000. En 2020, Météo-France publie une typologie des climats de la France métropolitaine dans laquelle la commune est exposée à un climat océanique altéré et est dans la région climatique  Lorraine, plateau de Langres, Morvan, caractérisée par un hiver rude (1,5 °C), des vents modérés et des brouillards fréquents en automne et hiver. 
Pour la période 1971-2000, la température annuelle moyenne est de 9,8 °C, avec une amplitude thermique annuelle de 15,6 °C. Le cumul annuel moyen de précipitations est de 923 mm, avec 13,7 jours de précipitations en janvier et 9,2 jours en juillet. Pour la période 1991-2020, la température moyenne annuelle observée sur la station météorologique de Météo-France la plus proche, « Buzancy_sapc », sur la commune de Buzancy à 9 km à vol d'oiseau, est de 10,9 °C et le cumul annuel moyen de précipitations est de 862,0 mm. 
La température maximale relevée sur cette station est de 40,7 °C, atteinte le 25 juillet 2019 ; la température minimale est de −15,8 °C, atteinte le 20 décembre 2009,,. 
Les paramètres climatiques de la commune ont été estimés pour le milieu du siècle (2041-2070) selon différents scénarios d'émission de gaz à effet de serre à partir des nouvelles projections climatiques de référence DRIAS-2020. Ils sont consultables sur un site dédié publié par Météo-France en novembre 2022.

## Urbanisme

### Typologie
Au 1er janvier 2024, Verrières est catégorisée commune rurale à habitat très dispersé, selon la nouvelle grille communale de densité à 7 niveaux définie par l'Insee en 2022.
Elle est située hors unité urbaine et hors attraction des villes,.

### Occupation des sols
L'occupation des sols de la commune, telle qu'elle ressort de la base de données européenne d’occupation biophysique des sols Corine Land Cover (CLC), est marquée par l'importance des territoires agricoles (84 % en 2018), une proportion identique à celle de 1990 (84 %). La répartition détaillée en 2018 est la suivante : 
prairies (52,9 %), terres arables (31,2 %), forêts (16 %). L'évolution de l’occupation des sols de la commune et de ses infrastructures peut être observée sur les différentes représentations cartographiques du territoire : la carte de Cassini (XVIIIe siècle), la carte d'état-major (1820-1866) et les cartes ou photos aériennes de l'IGN pour la période actuelle (1950 à aujourd'hui).

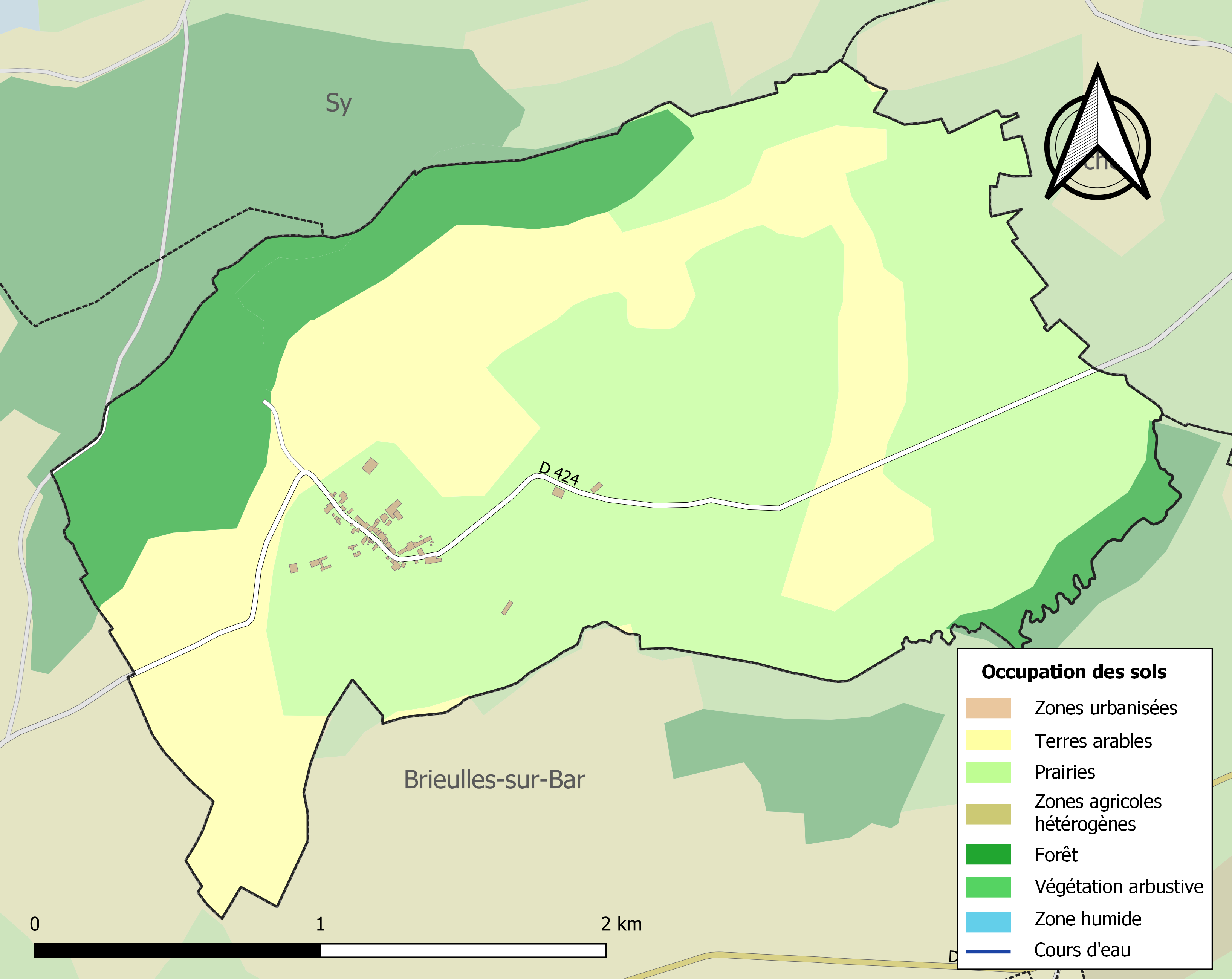
Carte des infrastructures et de l'occupation des sols de la commune en 2018 (CLC).

## Toponymie
Pluriel de verrière. Le nom de Verrières est issu du mot latin vitrum signifiant « verre » avec le suffixe augmentatif -aria. Il peut s'agir du surnom d'une personne, passé en nom de lieu, « domaine de Verrier ».

## Histoire
Quelque temps après la création de l’église de Verrières, nous constatons l’érection d'une église à Saint-Loup-aux-Bois, aujourd'hui Saint-Loup-Terrier.

## Politique et administration
| Période                                  | Période                   | Identité                                        | Étiquette | Qualité |
| ---------------------------------------- | ------------------------- | ----------------------------------------------- | --------- | ------- |
| 1879                                     |                           | Corda                                           |           |         |
| mars 2001                                | mars 2008                 | Robert Lies                                     |           |         |
| mars 2008                                | En cours (au 26 mai 2020) | Martine Vernel, Réélue pour le mandat 2020-2026 |           |         |
| Les données manquantes sont à compléter. |                           |                                                 |           |         |

## Démographie
L'évolution du nombre d'habitants est connue à travers les recensements de la population effectués dans la commune depuis 1793. Pour les communes de moins de 10 000 habitants, une enquête de recensement portant sur toute la population est réalisée tous les cinq ans, les populations de référence des années intermédiaires étant quant à elles estimées par interpolation ou extrapolation. Pour la commune, le premier recensement exhaustif entrant dans le cadre du nouveau dispositif a été réalisé en 2007.

En 2022, la commune comptait 33 habitants, en évolution de +22,22 % par rapport à 2016 (Ardennes : −2,97 %, France hors Mayotte : +2,11 %).
| 1793 | 1800 | 1806 | 1821 | 1831 | 1836 | 1841 | 1846 | 1851 |
| ---- | ---- | ---- | ---- | ---- | ---- | ---- | ---- | ---- |
| 170  | 205  | 221  | 211  | 182  | 177  | 159  | 199  | 206  |

| 1876 | 1881 | 1886 | 1891 | 1896 | 1901 | 1906 | 1911 | 1921 |
| ---- | ---- | ---- | ---- | ---- | ---- | ---- | ---- | ---- |
| 154  | 159  | 163  | 149  | 151  | 149  | 132  | 121  | 115  |

| 1926 | 1931 | 1936 | 1946 | 1954 | 1962 | 1968 | 1975 | 1982 |
| ---- | ---- | ---- | ---- | ---- | ---- | ---- | ---- | ---- |
| 88   | 94   | 91   | 71   | 55   | 69   | 60   | 51   | 40   |

| 1990 | 1999 | 2006 | 2007 | 2012 | 2017 | 2022 | - | - |
| ---- | ---- | ---- | ---- | ---- | ---- | ---- | - | - |
| 31   | 31   | 35   | 35   | 28   | 27   | 33   | - | - |

## Lieux et monuments
- Église Saint-Thomas de Verrières.

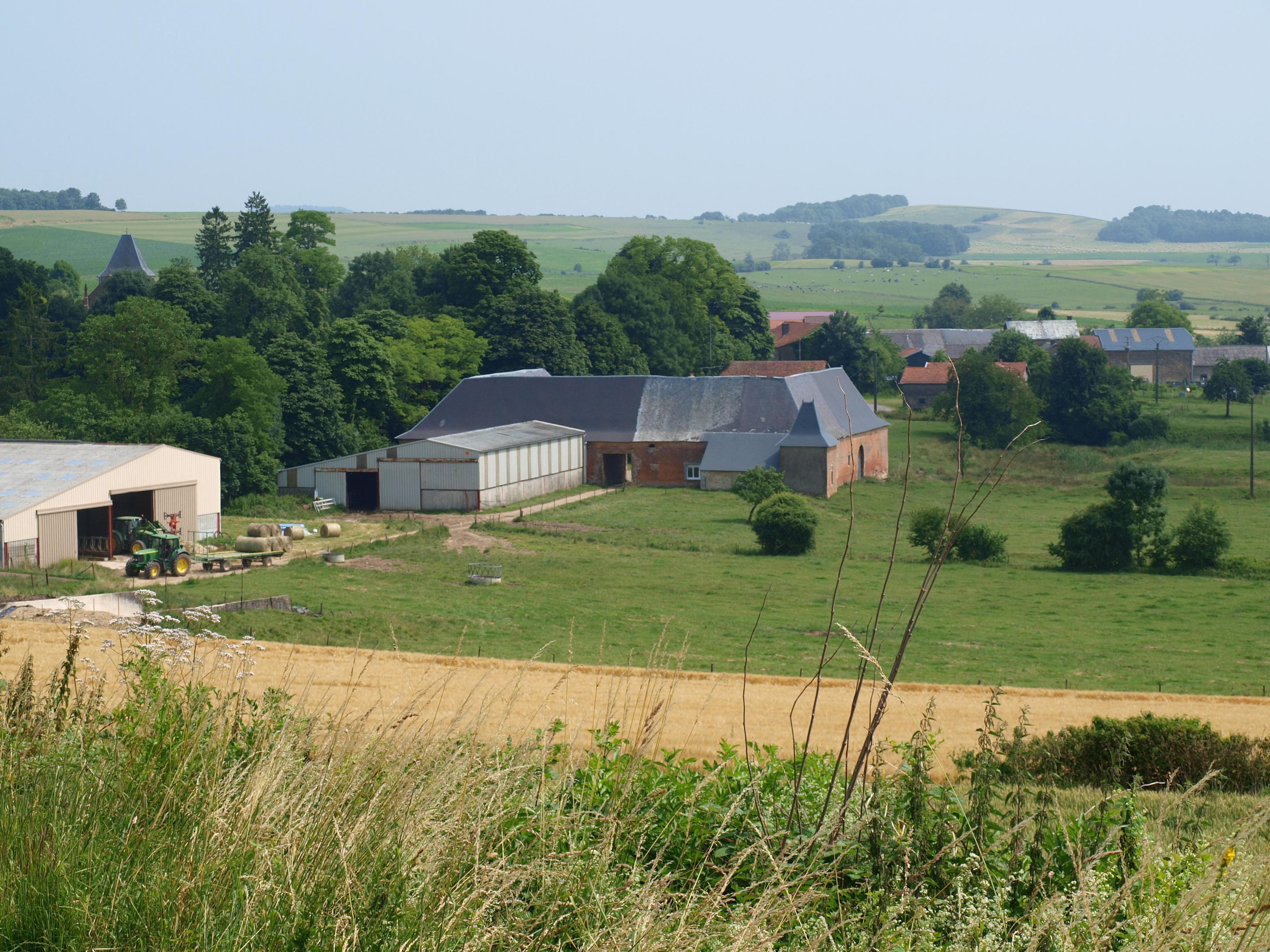
Vue sur le village.
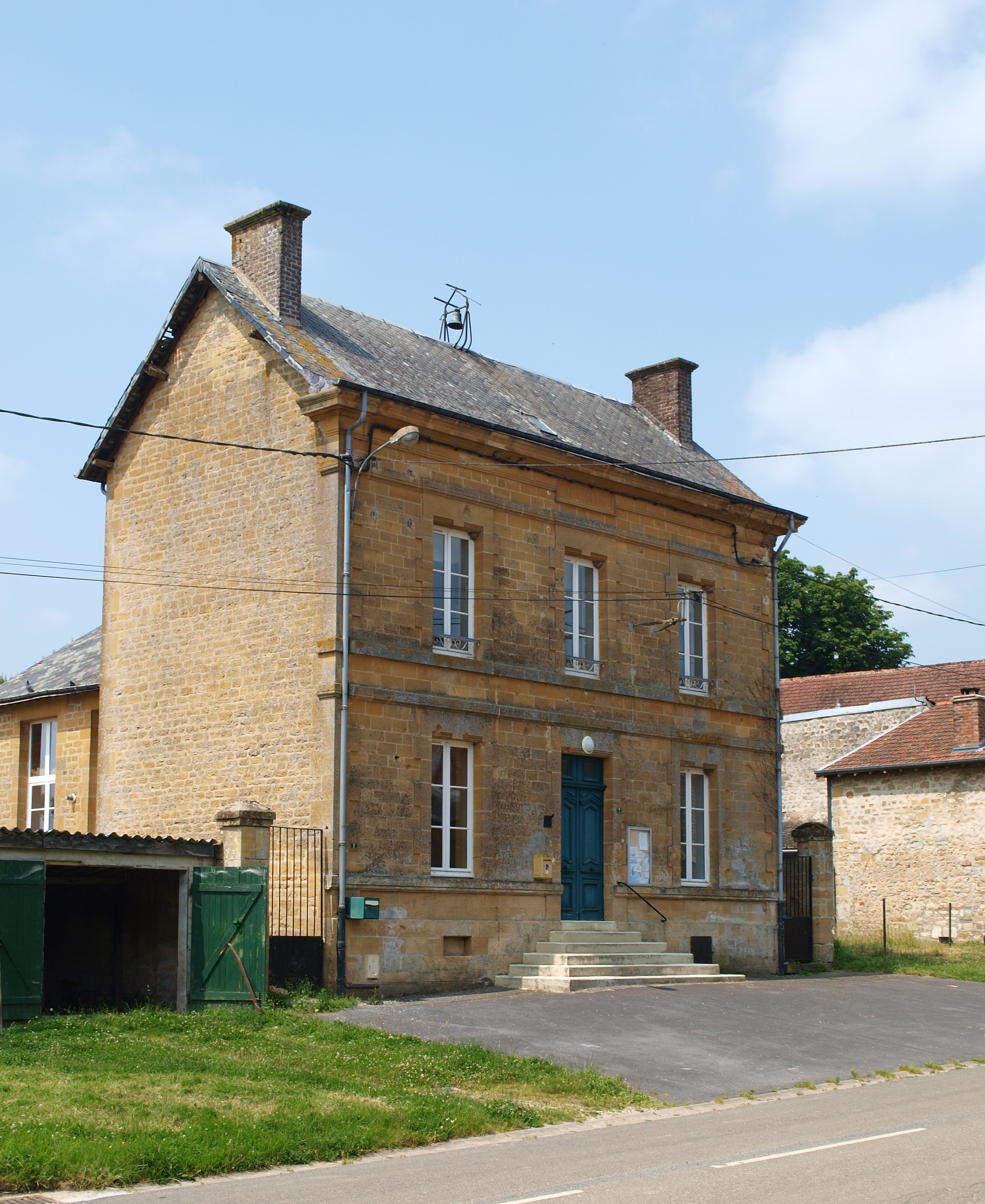
Mairie.
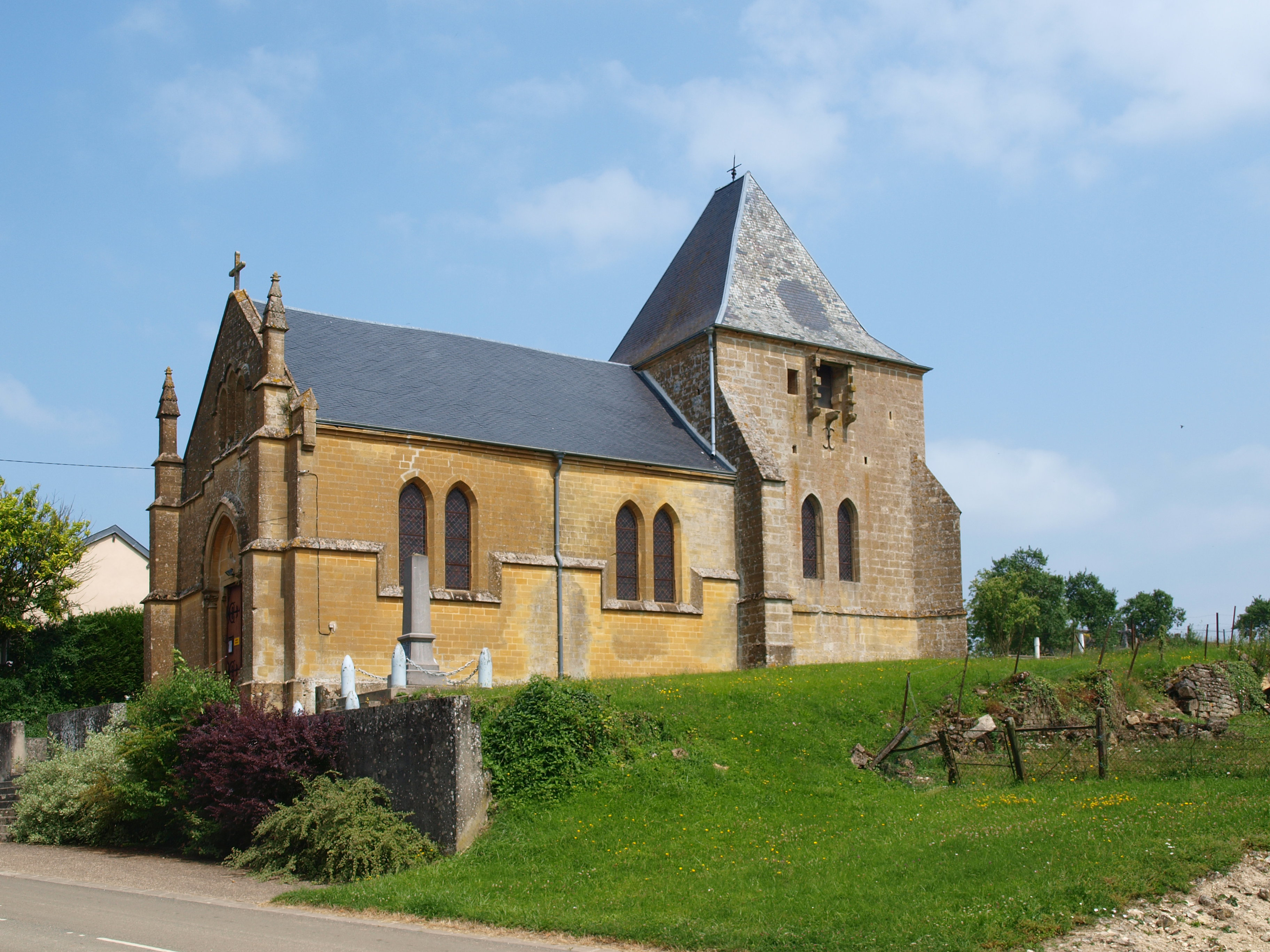
Église.

## Héraldique
| Armes de Verrières | Les armes de Verrières se blasonnent ainsi : De gueules au chef d’argent chargé de trois annelets du champ accostés de quatre mouchetures d’hermine de sable. |